# Marija Jewgenjewna Kononowa
Marija Jewgenjewna Kononowa (russisch Мария Евгеньевна Кононова;  Maria Kononova, * 4. März 1997) ist eine russische Tennisspielerin.

## Karriere
Kononowa spielt überwiegend Turniere auf der ITF Women’s World Tennis Tour, auf der sie bislang neun Doppeltitel gewann.

### College Tennis
2015 bis 2019 spielte Kononowa für das Damentennisteam der Mean Green der University of North Texas.

## Turniersiege

### Doppel
| Nr. | Datum             | Turnier         | Kategorie | Belag     | Partnerin                  | Finalgegnerinnen                            | Ergebnis           |
| --- | ----------------- | --------------- | --------- | --------- | -------------------------- | ------------------------------------------- | ------------------ |
| 1.  | 12. März 2022     | Naples          | ITF W15   | Sand      | Līga Dekmeijere            | Qavia Lopez Madison Sieg                    | 6:70, 6:3, [19:17] |
| 2.  | 19. November 2022 | Waco            | ITF W15   | Hartplatz | Alicia Herrero Linana      | Melany Solange Krywoj Vanda Vargova         | 4:6, 6:3, [10:7]   |
| 3.  | 22. April 2023    | Zephyrhills     | ITF W25   | Sand      | Julija Starodubzewa        | Jada Hart Rasheeda McAdoo                   | 7:5, 6:3           |
| 4.  | 22. Juli 2023     | Evansville      | ITF W60   | Hartplatz | Weronika Miroschnitschenko | Mccartney Kessler Julija Starodubzewa       | 6:3, 2:6, [10:8]   |
| 5.  | 10. Februar 2024  | Wesley Chapel   | ITF W35   | Sand      | Marija Kosyrewa            | Weronika Falkowska Leonie Küng              | 7:5, 6:1           |
| 6.  | 23. März 2024     | Campinas        | ITF W15   | Sand      | Jaeda Daniel               | Júlia Konishi Camargo Silva Wakana Sonobe   | 6:0, 6:73, [10:4]  |
| 7.  | 5. April 2024     | Florianópolis   | ITF W75   | Sand      | Marija Kosyrewa            | Katarina Jokić Rebeca Pereira               | 6:4, 6:3           |
| 8.  | 4. Mai 2024       | Boca Raton      | ITF W35   | Sand      | Rasheeda McAdoo            | Alicia Herrero Liñana Melany Solange Krywoj | 2:6, 6:4, [10:5]   |
| 9.  | 5. Oktober 2024   | Rancho Santa Fe | ITF W75   | Hartplatz | Marija Kosyrewa            | Haley Giavara Rasheeda McAdoo               | 6:2, 7:64          |